# Világtörténelem (Cantu)
A Cantu Caesar-féle Világtörténelem egy 15 kötetes magyar nyelvű világtörténelmi mű a 19. század közepéről.

## Leírás
A mű tulajdonképpen Cesare Cantù (1804–1895) olasz történész 1840 és 1847 között megjelent Storia universaleja. A magyar, Szent István Társulat-féle (1861–1876) kiadásban 15 kötetben megjelent sorozat körülbelül 12.000 oldal terjedelemben tárgyalja a világ történetét a kezdeti időktől a 19. század közepéig. A sorozathoz 1877-ben külön kor- és betűrendi mutatókötet, 1881-ben pedig Cantu-tól Az utolsó harmincz év története címmel az 1840-es évek és az 1870-es évek közötti események rövid összefoglalója jelent meg. A sorozat tartalomjegyzékét 1882-ben adták ki.
A mű jelenleg nem rendelkezik reprint kiadással. Elektronikusan elérhető itt.

## Kapcsolódó képek
A Cantu Caesar-féle Világtörténelem képanyagot nem tartalmaz, ugyanakkor a főszövegen kívül gazdag láb- és végjegyzetapparátus, táblázatsegédlet, és olykor néhány leszármazási tábla egészíti ki a köteteket.
- A Kor- és betűrendi mutató címlapja
- Leszármazási táblázat
- Leszármazási táblázat
- Gazdag jegyzetapparátus
- Tartalomjegyzék
- Statisztikai kimutatás
- Táblázatmelléklet

## Tartalomjegyzék
| Kötetszám       | Korszak + Címek                                                                           | Történelmi korszak           | Időtartam               | Kiadási hely, év | Oldalszám  |
| --------------- | ----------------------------------------------------------------------------------------- | ---------------------------- | ----------------------- | ---------------- | ---------- |
| I. kötet        | 1., 2. korszak (A polgáriasodás bölcsője, A népek szétszóratásától fogva az olympiadokig) | Elméleti bevezetés + Ókor I. | kezdetek – Kr. e. 500   | Pest, 1856       | 892 oldal  |
| II. kötet       | 3. korszak (Az olympiadoktól kezdve Nagy Sándorig)                                        | Ókor II.                     | Kr. e. 776 – Kr. e. 323 | Pest, 1857       | 520 oldal  |
| III. kötet      | 4. korszak (Pun háborúk kora)                                                             | Ókor III.                    | Kr. e. 323 – Kr. e. 134 | Pest, 1858       | 466 oldal  |
| IV. kötet       | 5. korszak (Polgárháborúk)                                                                | Ókor IV.                     | Kr. e. 134 – Kr. u. 4   | Pest, 1859       | 662 oldal  |
| V. kötet        | 6. korszak (Krisztus urunktól Nagy-Constantinig)                                          | Ókor V.                      | 4 – 323                 | Pest, 1860       | 723 oldal  |
| VI. kötet       | 7. korszak (Constantintól Augustulusig)                                                   | Ókor VI.                     | 323 – 476               | Eger, 1866       | 611 oldal  |
| VII. kötet      | 8., 9. korszak (A barbárok, Mohamed)                                                      | Középkor I.                  | 476 – 622, 622 – 800    | Eger, 1863       | 966 oldal  |
| VIII. (a) kötet | 10. korszak (A Karolingok)                                                                | Középkor II.                 | 800 – 1096              | Eger, 1866       | 434 oldal  |
| VIII. (b) kötet | 11. korszak (A keresztes-hadak)                                                           | Középkor III.                | 1096 – 1190             | Eger, 1866       | 539 oldal  |
| IX. kötet       | 12. korszak (A községek)                                                                  | Középkor IV.                 | 1190 – 1270             | Eger, 1867       | 518 oldal  |
| X. kötet        | 13. korszak (A nyugati birodalom enyészete)                                               | Középkor V.                  | 1270 – 1492             | Eger, 1863       | 683 oldal  |
| XI. kötet       | 14. korszak (A fölfedezések)                                                              | Középkor VI.                 | – nagy térbeli kitérő – | Eger, 1869       | 719 oldal  |
| XII. kötet      | 15. korszak (A reformatio)                                                                | Újkor I.                     | 1492 – 1619             | Eger, 1870       | 1374 oldal |
| XIII. kötet     | 16. korszak (XIV. Lajos és Nagy Péter)                                                    | Újkor II.                    | 1619 – 1713             | Eger, 1873       | 1008 oldal |
| XIV. kötet      | 17. korszak (A tizennyolczadik század)                                                    | Újkor III.                   | 1713 – 1789             | Eger, 1875       | 996 oldal  |
| XV. kötet       | 18. korszak (A forradalom)                                                                | Újkor IV.                    | 1789 – 1846             | Eger, 1876       | 1088 oldal |

### Kiegészítő kötetek

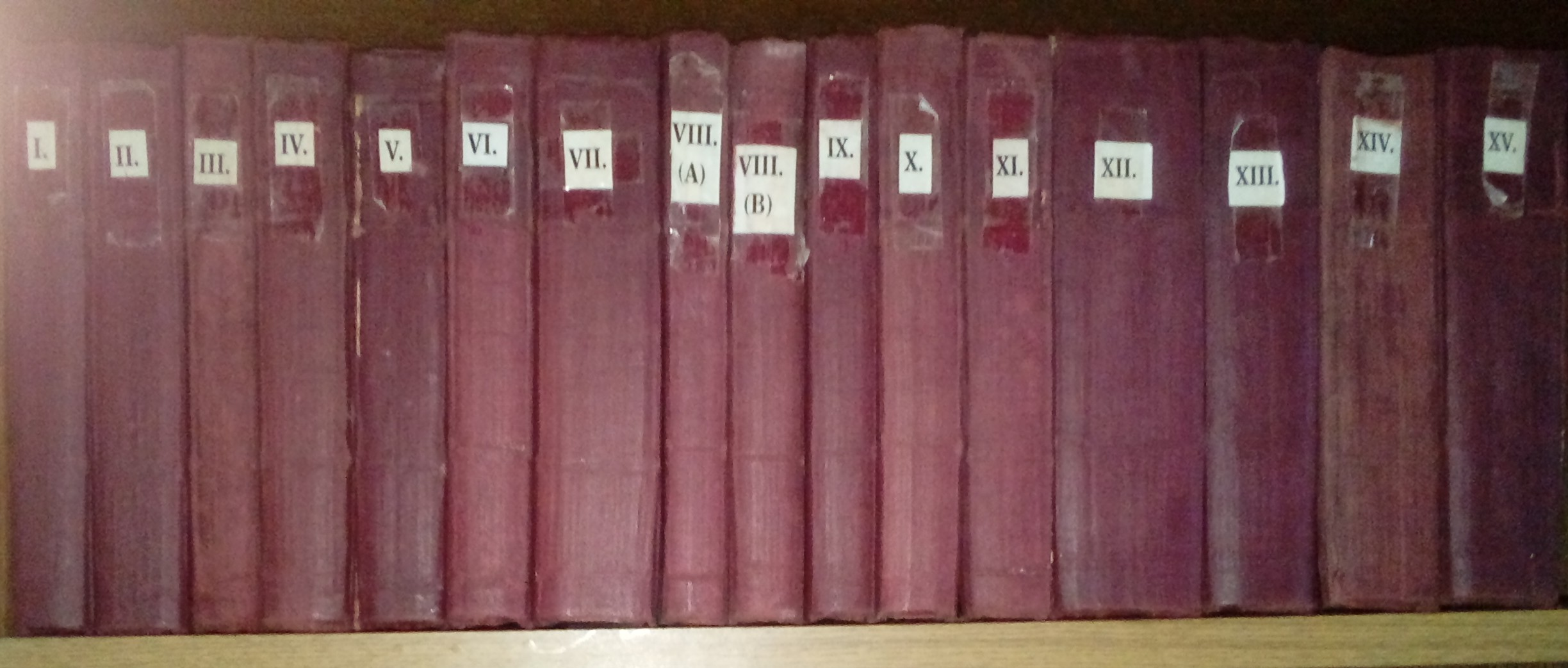
Egy teljes sorozat

| Kötetszám                                                | Korszak                                                  | Történelmi korszak                                       | Időtartam                                                | Kiadási hely, év | Oldalszám |
| -------------------------------------------------------- | -------------------------------------------------------- | -------------------------------------------------------- | -------------------------------------------------------- | ---------------- | --------- |
| Kor- és betűrendi mutató Cantu Caesar világtörténelméhez | Kor- és betűrendi mutató Cantu Caesar világtörténelméhez | Kor- és betűrendi mutató Cantu Caesar világtörténelméhez | Kor- és betűrendi mutató Cantu Caesar világtörténelméhez | Eger, 1877       | 404 oldal |
| Az utolsó harmincz év története                          | (19. korszak)                                            | (Újkor V.)                                               | kb. 1846 – 1876                                          | Eger, 1881       | 340 oldal |
| Tartalomjegyzék Cantu C. világtörténelméhez              | Tartalomjegyzék Cantu C. világtörténelméhez              | Tartalomjegyzék Cantu C. világtörténelméhez              | Tartalomjegyzék Cantu C. világtörténelméhez              | Eger, 1882       |           |